# كريس دوهرتي
كريس دوهرتي (بالإنجليزية: Chris Doherty)‏ هو مغن مؤلف أمريكي، ولد في 1965.

## وصلات خارجية
- كريس دوهرتي على موقع ميوزك برينز (الإنجليزية)
- كريس دوهرتي على موقع ديسكوغز (الإنجليزية)